# ホセ・カマーチョ
ホセ・カマーチョ（Josue Camacho Santiago、1969年1月31日 - ）は、プエルトリコの男性プロボクサー。グワイナボ出身。元WBO世界ライトフライ級王者。

## 来歴
1988年8月27日、プロデビューを果たし4回判定勝ちで白星でデビューを飾った。
1990年12月13日、プエルトリコライトフライ級王者フリオ・セサール・アセベドと対戦し12回TKO負けで王座獲得に失敗した。
1992年3月27日、プエルトリコライトフライ級王者エドゥアルド・ナザリオと対戦し12回3-0の判定勝ちで王座獲得に成功した。
1992年7月31日、カリブ・ヒルトンでホセ・デ・ヘススの返上で空位となったWBO世界ライトフライ級王座決定戦でエディー・バレホと対戦し6回2分30秒TKO勝ちで王座獲得に成功した。
1994年2月2日、グラスゴーのケルビン・ホールで元WBO世界ミニマム級王者ポール・ウェアーと対戦。世界最速となる8戦での2階級制覇を目指していたウェアーの技術に苦闘したものの12回3-0(115-114、118-111、116-112)の判定勝ちで初防衛に成功した。
1994年7月15日、元WBC・IBF世界ライトフライ級王者マイケル・カルバハルと対戦。ダウンこそ拒否したが12回0-3(2者が108-119、110-119)の判定負けで2度目の防衛に失敗し王座から陥落した。
1995年7月15日、後の世界2階級制覇王者でWBB世界フライ級王者マーク・ジョンソンと対戦し8回2分42秒TKO負けで王座獲得に失敗した。
1996年1月27日、WBU世界ライトフライ級王者ヌグディウ・サクチャルプームと対戦し9回48秒TKO負けで王座獲得に失敗した。
1996年3月23日、WBAフェデラテンフライ級王者ギルベルト・ゴンサレスと対戦し5回TKO負けで王座獲得に失敗した。
1999年5月29日、ロベルト・クレメンテ・コロシアムでBA世界スーパーフライ級暫定王座決定戦としてレオ・ガメスと対戦し8回2分6秒TKO負けで2階級制覇に失敗した。
2001年5月29日、NABF北米フライ級王座決定戦でガーソン・ゲレーロと対戦し初回2分50秒KO負けで王座獲得に失敗した。
2002年5月25日、CABOFEカリブライトフライ級王者ミゲール・デル・バーレと対戦したが12回0-3の判定負けを最後に現役を引退した。

## 獲得タイトル
- プエルトリコライトフライ級王座
- 第2代WBO世界ライトフライ級王座（防衛1）